# Zofia Marzec
Zofia Maria Marzec (ur. 23 lutego 1950) – polska latynoamerykanistka, wykładowczyni Uniwersytetu Warszawskiego; specjalizuje się w teologii wyzwolenia, religiach afroamerykańskich, nowych ruchach religijnych w Ameryce Łacińskiej.

## Życiorys
Zofia Marzec ukończyła Państwowe Studium Stenotypii i Języków Obcych w specjalności Korespondencja w Językach Obcych (1969). W 1974 została absolwentką studiów wyższych zawodowych na Wydziale Filologii Obcych UW w Wyższym Studium Języków Obcych w zakresie języka angielskiego i hiszpańskiego ze specjalizacją pedagogiczną, zaś w 1977 uzyskała na Wydziale Neofilologii UW tytuł magistra iberystyki w zakresie specjalności język hiszpański. 30 marca 1994 otrzymała w Instytucie Filozofii i Socjologii Polskiej Akademii Nauk stopień doktora nauk humanistycznych w zakresie filozofii, przedstawiając dysertację doktorską Latynoamerykańska teologia wyzwolenia. W 2007 uzyskała habilitację z nauk humanistycznych w zakresie literaturoznawstwa latynoamerykańskiego na podstawie rozprawy pt. El obispo Pedro Casaldáliga: poeta de liberación, defensor del otro. El contexto de su poesía y pensamiento.
Zawodowo związana z Zakładem Historii i Kultury Hiszpanii i Ameryki Łacińskiej Instytutu Studiów Iberyjskich i Iberoamerykańskich UW. Pełniła funkcje dyrektorki Instytutu (2012–2017), prodziekan ds. finansowych Wydziału Neofilologii (2005–2011). Od 2009 członkini Zarządu Fundacji Uniwersytetu Warszawskiego.
W 2019 otrzymała Krzyż Oficerski Orderu Zasługi Cywilnej.